# 蒙古消息报
蒙古消息报，蒙古国中文报纸，由蒙古通讯社主办。

## 简介
《蒙古消息报》前身《工人之路报》是由蒙古工会于1929年9月1日创办的。它是外蒙古在宣布独立后，继蒙古人民革命党的机关报《真理报》之后，创办的第二份报纸。《工人之路报》的名称仿用了当时在苏联哈巴罗夫斯克 (伯力) 出版的中文报纸《工人之路》的名称。该报创刊后长期是石印，大约一周出版一期。这是针对在蒙古人民共和国工作的中国工人创办的报纸，介绍蒙古人民共和国的法律法规及风俗等等。1951年4月旅蒙华侨协会成立，1950年代初《工人之路报》便移交旅蒙华侨协会管理。1950年代，中国政府派出大批中国员工援助蒙古，读者数量也随之增加，1956年将石印改为铅印，并从中国聘请了办报人员。报纸先是由周刊改为周二刊，1959 年又改为周三刊。1959年10月，《工人之路报》交回蒙古工会中央理事会管理。1962年后，中苏交恶导致中蒙关系恶化，中国援助蒙古人员回国。1964 年10月，蒙古工会中央理事会将《工人之路报》交蒙古通讯社主办，并改名为《蒙古消息报》，报纸的期号仍然接续《工人之路报》的期号。《蒙古消息报》为周刊，发行量约1000份，刊行了20多年，直到1991年停刊。1998年《蒙古消息报》复刊，得到了中国国务院新闻办1万美元的资助。 2009年9月1日，蒙古通讯社举办《蒙古消息报》（中文版）创刊80周年纪念活动。在这之前不久，中华人民共和国驻蒙古国大使余洪耀接受了《蒙古消息报》（中文版）的专访，祝贺该报创刊80周年。